# Josefin Lillhage
Josefin Lillhage (Gotemburgo, Suecia, 15 de marzo de 1980) es una nadadora sueca retirada especializada en pruebas de estilo libre, donde consiguió ser medallista de bronce olímpica en 2000 en los 4 × 100 metros.

## Carrera deportiva
En los Juegos Olímpicos de Sídney 2000 ganó la medalla de bronce en los relevos de 4 × 100 metros estilo libre, con un tiempo de 3:40.30 segundos que fue récord nacional sueco, tras Estados Unidos y Países Bajos (plata).